# Parth Galen
Parth Galen est un lieu fictif de l'œuvre de l'écrivain britannique J. R. R. Tolkien apparaissant notamment dans le roman Le Seigneur des anneaux. 
C'est le lieu où se déroule le combat qui oppose la Communauté de l'Anneau à un bataillon d'Uruk-hai. Dans l'adaptation cinématographique par Peter Jackson, cette dernière troupe est menée par Lurtz qui va y tuer, le fils de l'intendant du Gondor : Boromir.
Parth Galen se situe le long du fleuve Anduin, sur les rives du lac Nen Hithoel, peu avant ou près des chutes de Rauros, non loin de Tol Brandir et sur la rive opposée à celle de l'Emyn Muil. C'est aussi ici que se dressent les vestiges d'Amon Hen.